# Rząd Bárðura Nielsena
Rząd Bárðura Nielsena – Rada Ministrów Wysp Owczych, pod kierownictwem premiera Bárðura Nielsena. Był koalicyjnym rządem Farerskiej Partii Unii, Farerskiej Partii Ludowej i Farerskiej Partii Centralnej. Funkcjonował od 16 września 2019 roku do 9 listopada 2022.

## Zmiany w rządzie
- 19 grudnia 2021 roku Magnus Rasmussen zastąpił Helgiego Abrahamsena na stanowisku ministra środowiska, handlu i przemysłu[3].
- 5 stycznia 2022 roku Farerska Partia Ludowa zmieniła swoje nominacje na stanowisko ministra rybołówstwa i ministra spraw społecznych[4]. Tym samym, 6 stycznia tego samego roku Árni Skaale zastąpił Jacoba Vestergaarda na funkcji ministra rybołówstwa, a Sólvit E. Nolsø zastąpił Elsebeth Gunnleygsdóttur na funkcji ministra spraw społecznych[5].

## Skład rządu
| Zdjęcie | Funkcja                                 | Imię i nazwisko    | Partia polityczna         |
| ------- | --------------------------------------- | ------------------ | ------------------------- |
|         | Premier                                 | Bárður Nielsen     | Farerska Partia Unii      |
|         | Wicepremier, minister finansów          | Jørgen Niclasen    | Farerska Partia Ludowa    |
|         | Minister zdrowia                        | Kaj Leo Johannesen | Farerska Partia Unii      |
|         | Minister rybołówstwa                    | Árni Skaale        | Farerska Partia Ludowa    |
|         | Minister spraw zagranicznych i edukacji | Jenis av Rana      | Farerska Partia Centralna |
|         | Minister środowiska, handlu i przemysłu | Magnus Rasmussen   | Farerska Partia Unii      |
|         | Minister spraw społecznych              | Sólvit E. Nolsø    | Farerska Partia Ludowa    |